# 東京警察病院
一般財団法人自警会 東京警察病院（いっぱんざいだんほうじんじけいかい とうきょうけいさつびょういん）は、東京都中野区にある病院である。2008年（平成20年）、それまでの千代田区富士見から現在地に移転した。東京都の災害拠点病院に指定されている。臨床研修指定病院。

## 概要
1929年（昭和4年）3月18日に財団法人自警会（警視庁職員で構成）会員の拠出金により開設された。当初は、警視庁職員及びその家族の診療を行う職域病院として発足したが、敗戦後の1945年には一般にも開放された。
東京警察病院の特異な事業には、日本国政府や警視庁本部の特命に基づいての医療活動があり、1996年12月のペルー日本大使館占拠事件への特別医療チーム緊急派遣や、1995年3月20日の地下鉄サリン事件発生後に、山梨県上九一色村にあるオウム真理教のサティアン強制捜査の援護活動などが行われている。
2008年3月14日までは千代田区富士見二丁目10番41号にて診療を行い、4月1日に中野区中野四丁目22番1号の警視庁警察学校跡地に移転・再開。地上9階、地下2階で、付帯設備として屋上ヘリポートなどを有する。移転に先立つ2005年には、有事の際のヘリコプター進入経路等を含め新病院に関わる事項について、周辺住民説明会が実施された。
旧病院の跡地は、飯田橋グラン・ブルームとして再開発され、業務棟と住宅棟の超高層ビル2棟および教会棟（日本基督教団富士見町教会）が建設された。

### 移転と談合
朝日新聞の2014年3月5日の報道により、自警会が2005年に発注した東京警察病院の建設工事の入札（約94億円）に絡み、後藤田正晴元警察庁長官と村井仁元国家公安委員長のそれぞれの秘書が、西松建設から計2000万円の現金を受け取っていた疑惑で、東京地方検察庁特別捜査部が捜査していたことが判明。
秘書らは自警会事務局長に口利きをし、後藤田の秘書が入札の責任者は事務局長であることを、石橋直元副社長に伝えてきた。これを受け、石橋らが警視庁内にある自警会で事務局長と会い、「西松が入札できる条件に」と頼んだという。
結果的に東京警察病院は、西松建設によって建設された。

### 犯罪容疑者の逃亡
2019年8月18日、窃盗罪で逮捕された後、骨折により入院（入院中は釈放）していた男が病院から逃走した。警察官の監視を振り切って、5階のトイレの窓から逃走したもの。同月27日警視庁が身柄を確保した。

## 診療部門

### 診療科
- 総合診療内科
- 腎・内分泌・代謝内科
- 血液内科
- 循環器内科
- 消化器内科
- 呼吸器内科
- 膠原病リウマチ科
- 脳神経内科
- 精神科
- 小児科
- 外科
- 乳腺外科
- 消化器外科
- 整形外科
- 形成外科・美容外科
- 脳神経外科
- 脳血管内治療科
- 皮膚科
- 泌尿器科
- 産婦人科
- 眼科
- 耳鼻咽喉科
- リハビリテーション科
- 放射線科
- 麻酔科
- 救急科
- 病理診断科

### センター
- 救急センター
- 予防医学センター
- 血液浄化センター
- 通院化学療法センター
- 内視鏡センター
- 人工関節センター
- 集中治療センター
- 脳卒中センター
- 手術センター
- 乳腺センター

### 医療技術部
- 臨床検査科
- 臨床生理検査科
- 病理診断科
- 薬剤科
- 放射線科
- リハビリテーション科
- 栄養科
- 臨床工学科

## 歴代東京警察病院長
| 代     | 氏名             | 就任時期  | 出身大学・備考                                                 |
| ------ | ---------------- | --------- | -------------------------------------------------------------- |
| 初代   | 坂口康蔵         | 1929ｰ1934 | 東京帝国大学医学部                                             |
| 第2代  | 土井保一         | 1934ｰ1940 | 東京帝国大学医学部                                             |
| 第3代  | 塩沢総一         | 1940ｰ1964 | 東京帝国大学医学部                                             |
| 第4代  | 三木威勇治       | 1964ｰ1966 | 東京帝国大学医学部                                             |
| 第5代  | 大鈴弘文         | 1966ｰ1973 | 東京帝国大学医学部                                             |
| 第6代  | 大森清一         | 1973ｰ1979 | 東京帝国大学医学部。日本形成外科学会会長、国際美容外科学会会長 |
| 第7代  | 吉川政己         | 1979ｰ1989 | 東京帝国大学医学部、東京大学医学部名誉教授                     |
| 第8代  | 岡博             | 1989ｰ1999 | 東京大学医学部                                                 |
| 第9代  | 飯塚哲司         | 1999ｰ2004 |                                                                |
| 第10代 | 古田直樹         | 2004ｰ2005 | 東京大学医学部                                                 |
| 第11代 | 森（佐々木）憲二 | 2005ｰ2010 | 東京大学医学部、宮内庁侍医長                                   |
| 第12代 | 白井徹郎         | 2010ｰ2018 | 東北大学医学部                                                 |
| 第13代 | 長谷川俊二       | 2018ｰ現在 | 群馬大学医学部                                                 |

## 医療機関の指定・認定
（下表の出典）
| 保険医療機関                                   | 指定療育機関                                                               |
| 労災保険指定医療機関                           | 指定小児慢性特定疾病医療機関                                               |
| 指定自立支援医療機関（更生医療）               | 難病の患者に対する医療等に関する法律に基づく指定医療機関                   |
| 指定自立支援医療機関（育成医療）               | 母体保護法指定医の配置されている医療機関                                   |
| 指定自立支援医療機関（精神通院医療）           | 災害拠点病院                                                               |
| 身体障害者福祉法指定医の配置されている医療機関 | 臨床研修病院                                                               |
| 精神保健指定医の配置されている医療機関         | DPC対象病院                                                                |
| 生活保護法指定医療機関                         | 難病の患者に対する医療等に関する法律に基づく指定医の配置されている医療機関 |
| 結核指定医療機関                               |                                                                            |

- 救急告示病院[6]
- 公益財団法人日本医療機能評価機構認定病院[7]

## 交通
- 鉄道：JR東日本中央本線快速各駅停車・東京メトロ東西線中野駅 徒歩14分
- 路線バス：関東バス（阿45・K01・K02・大02・大03：東京警察病院正門前、中01・宿05：東京警察病院北門前）
- タクシー：東京無線専用乗り場

## 関連施設
- 東京警察病院看護専門学校 - 東京都中野区江古田3-1-18